# 김자수선생묘
김자수선생묘(金自粹先生墓)는 대한민국 경기도 광주시 신현동에 있다. 고려의 문신인 상촌(桑村) 김자수 선생의 묘소이다. 1987년 2월 12일 경기도의 기념물 제98호로 지정되었다.

## 개요
고려의 문신인 상촌(桑村) 김자수 선생의 묘소이다.
고려 공민왕 23년(1374) 문과에 급제하였으며, 우왕 초에 사간원의 정언이 되었다. 이때 왜구 토벌의 공로로 포상받은 조민수의 사은편지에 회답하는 교서를 지으라는 왕명을 받았으나, 조민수가 왜구와의 전투에서 도망쳐 많은 병사를 죽게 하였다고 이를 거절하여 전라도 돌산에 유배되었다. 공양왕 4년(1392) 충청도 관찰사·형조판서에 이르렀으나, 고려말 정세가 어려워지자 모든 관직을 버리고 고향인 안동에 은거하다가, 무덤에 비석을 세우지 말라는 유언을 남기고 자결하였다.
묘 앞에는 혼유석·상석·향로석이 있고, 그 앞에 장명등(長明燈:무덤 앞에 세우는 돌로 만든 등)이 있으며 좌우로 석양(石羊)과 망주석이 각 1쌍, 문인석이 2쌍 배열되어 있다. 상석 좌우에 세워진 문인석은 양식으로 보아 조선 초기의 것으로 생각되며, 묘역 앞쪽의 문인석은 조선 후기의 양식이고, 그 밖의 상석·장명등·석양 등은 근래에 세운 것이다. 묘비는 그의 유언으로 세우지 않았다. 신도비(神道碑:왕이나 고관 등의 평생 업적을 기리기 위해 무덤 근처 길가에 세운 비)는 땅에 묻혀 있던 것을 1926년에 후손들이 발굴하였으나, 비문이 닳아 없어져 새로 채유후가 지어서 세웠다.

## 같이 보기
- 김자수

## 참고 문헌
- 김자수선생묘 - 국가유산청 국가유산포털